# Waggaman

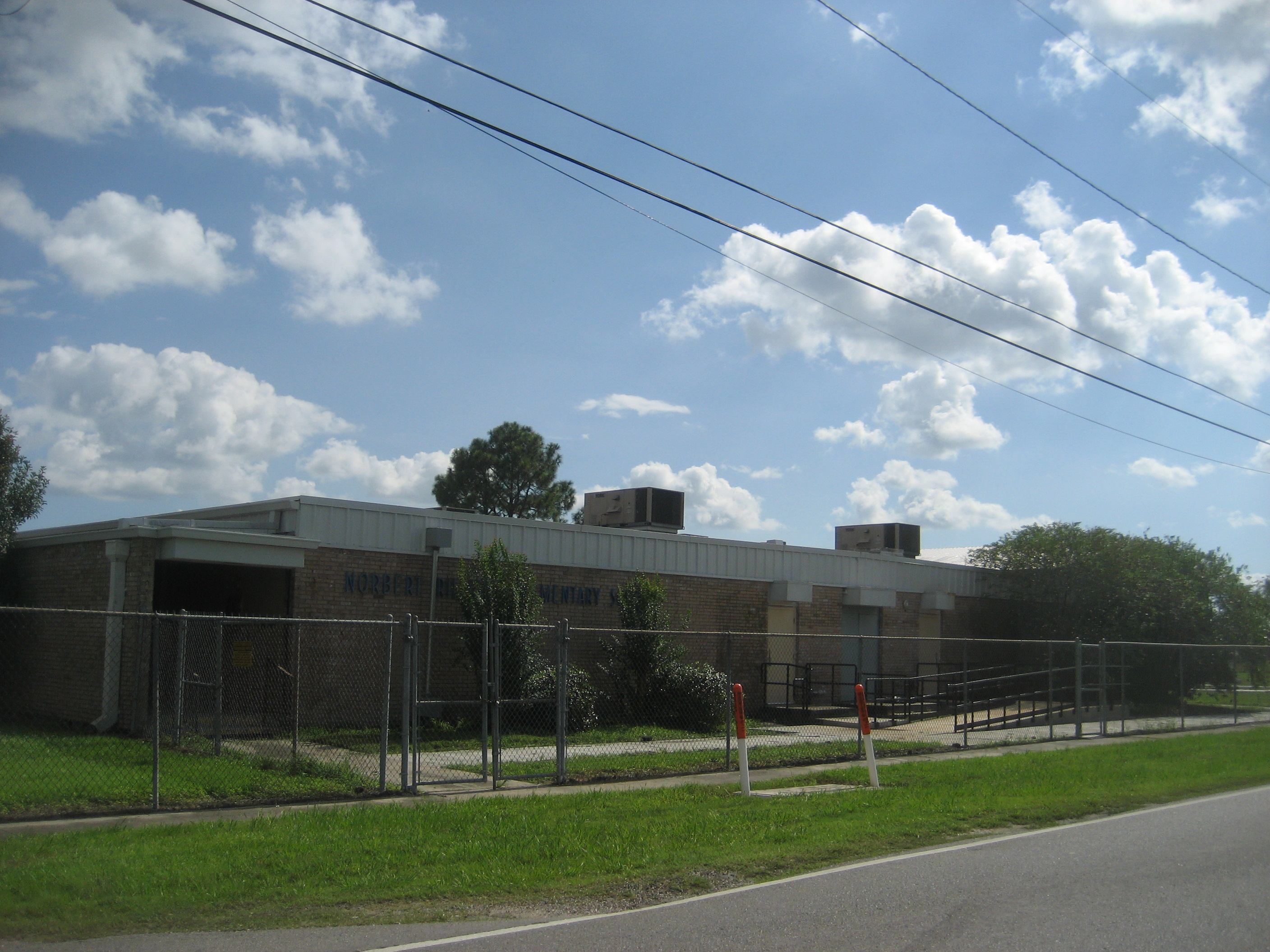
Escola elemental Norbert Rillieux a Waggaman.

Waggaman és una població dels Estats Units a l'estat de Louisiana. Segons el cens del 2000 tenia 9.435 habitants.

## Demografia
Segons el cens del 2000, Waggaman tenia 9.435 habitants, 2.999 habitatges, i 2.483 famílies. La densitat de població era de 652,8 habitants/km².
Dels 2.999 habitatges en un 39,2% hi vivien nens de menys de 18 anys, en un 54,7% hi vivien parelles casades, en un 21,9% dones solteres, i en un 17,2% no eren unitats familiars. En el 14,5% dels habitatges hi vivien persones soles el 4% de les quals corresponia a persones de 65 anys o més que vivien soles. El nombre mitjà de persones vivint en cada habitatge era de 3,14 i el nombre mitjà de persones que vivien en cada família era de 3,45.
Per edats la població es repartia de la següent manera: un 30,3% tenia menys de 18 anys, un 9,6% entre 18 i 24, un 29,4% entre 25 i 44, un 23,2% de 45 a 60 i un 7,4% 65 anys o més.
L'edat mediana era de 33 anys. Per cada 100 dones de 18 o més anys hi havia 89,1 homes.
La renda mediana per habitatge era de 33.084 $ i la renda mediana per família de 34.639 $. Els homes tenien una renda mediana de 30.957 $ mentre que les dones 19.477 $. La renda per capita de la població era de 12.078 $. Entorn del 15,1% de les famílies i el 18% de la població estaven per davall del llindar de pobresa.

## Poblacions més properes
El següent diagrama mostra les poblacions més properes.